# Svaltangara
Svaltangara (Tersina viridis) är en fågel i familjen tangaror inom ordningen tättingar.

## Utseende och läte
Svaltangaran är en udda liten tangara. Hanen är bjärt himmelsblå med svart ögonmask, vitt på nedre delen av buken och några svarta tvärband på kroppsidorna. Honan är istället mossgrön med ljusare gul buk och fjälliga kroppssidor. 

## Utbredning och systematik
Svaltangara placeras som enda art i släktet Tersina. Den förekommer från sydligaste Centralamerika söderut till nordöstra Argentina. Arten delas in i tre underarter med följande utbredning:
- Tersina viridis occidentalis – förekommer i östra Panama, Venezuela, Guyanaregionen, norra Bolivia och norra Brasilien
- Tersina viridis grisescens – förekommer i Santa Marta-Bergen (nordöstra Colombia)
- Tersina viridis viridis – förekommer från östra Bolivia till Paraguay, östra Brasilien och nordöstra Argentina

## Levnadssätt
Svaltangaran hittas i låglänta områden och lägre bergstrakter upp till 1800 meters höjd. Den påträffas i par eller små lösa grupper i skogsbryn, gläntor och trädgårdar. Beteendet skiljer sig kraftigt från andra tangaror. Den ses ofta sitta upprätt på exponerade grenar eller i trädtoppar, varifrån den gör utfall för att fånga insekter, likt en flugsnappare.

## Status
Arten har ett stort utbredningsområde och beståndet anses stabilt. Internationella naturvårdsunionen IUCN listar den därför som livskraftig (LC). Världspopulationen uppskattas till mellan fem och 50 miljoner vuxna individer.

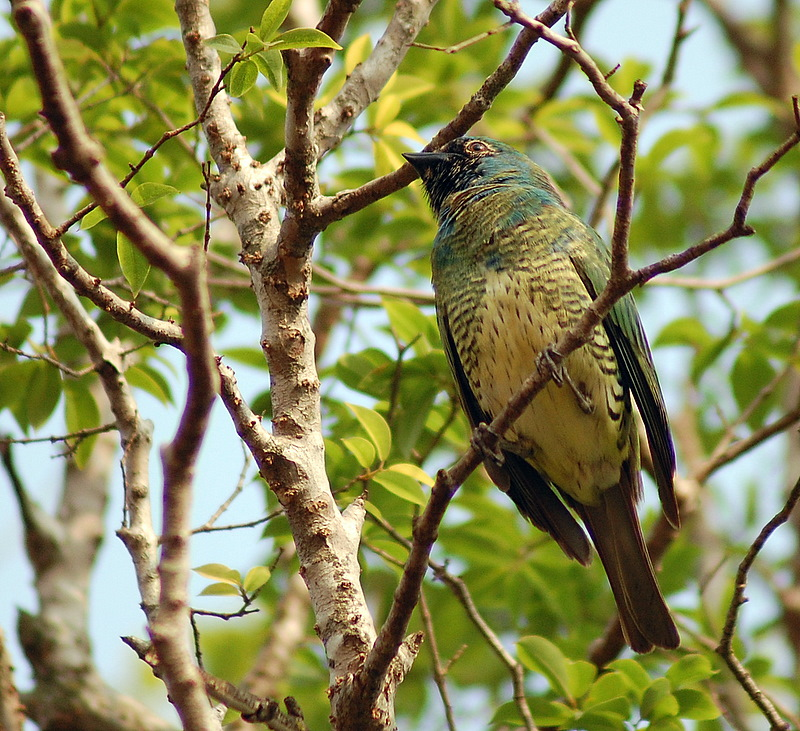
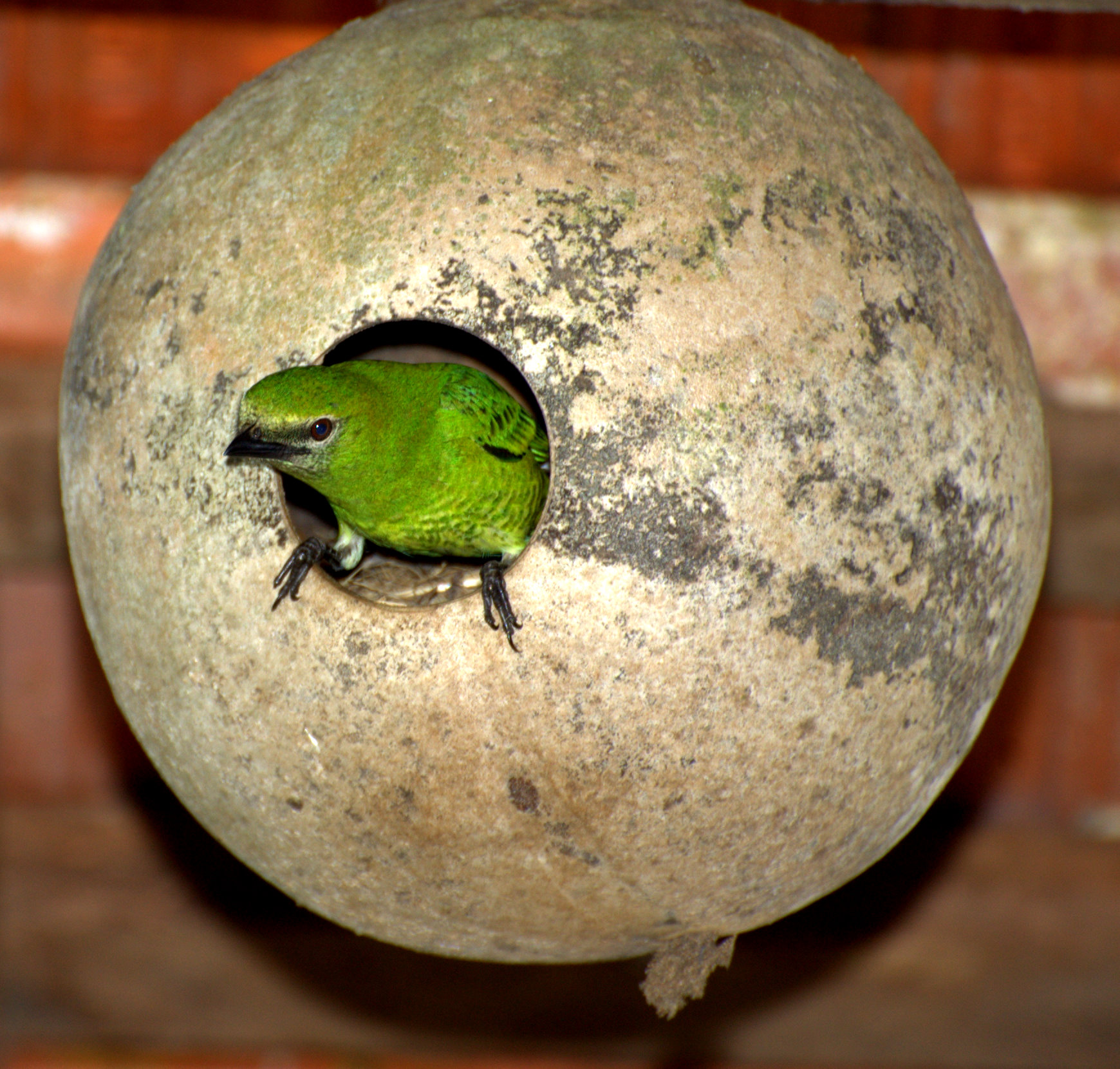